# Dzieje Nowej Huty
Dzieje Nowej Huty – nieistniejące już muzeum w Krakowie, dawny oddział Muzeum Historycznego Miasta Krakowa, który badał, opracowywał i udostępniał informacje o Nowej Hucie od prehistorii do współczesności. Organizował wystawy tematyczne, lekcje muzealne, wykłady i konferencje naukowe, a także przygotowywał naukowe i popularyzatorskie publikacje dotyczące dziejów Nowej Huty. Dodatkowo urządzał wycieczki umożliwiające poznanie m.in. architektury i urbanistyki starej części Nowej Huty wraz z Placem Centralnym i Centrum Administracyjnym kombinatu, nowoczesnej architektury sakralnej, wpisanej w historię walki mieszkańców tej dzielnicy z systemem komunistycznym, a także obiektów i zespołów zabytkowych, istniejących na tym terenie przed powstaniem Nowej Huty.
Oddział mieścił się na parterze bloku mieszkalnego, wybudowanego w 1957 roku na Os. Słonecznym (dawniej B-33), w pomieszczeniach dawnego sklepu Składnicy Harcerskiej, gdzie urządzono salę wystawienniczo-audiowizualną. Posiadał m.in. kolekcje fotografii Nowej Huty autorstwa znanych krakowskich fotografów: Henryka Hermanowicza, Stanisława Gawlińskiego i Janusza Podleckiego. Dzięki darowiźnie Marty Ingarden w jego zbiorach znalazły się projekty architektoniczne budynków nowohuckich wykonane przez Janusza Ingardena, jednego z głównych architektów Nowej Huty. Gromadzone były tu też pamiątki dokumentujące dzieje nowohuckiej Solidarności (ulotki, wydawnictwa drugiego obiegu, znaczki, plakaty itp.), a także życie codzienne mieszkańców, w tym obiekty z okresu przed powstaniem miasta i kombinatu metalurgicznego. Przedmioty te miały w zamyśle stanowić elementy stałej ekspozycji. Pokazywane były na wystawach czasowych związanych z historią i zabytkami Nowej Huty.
Oddział promował ideę Muzeum Rozproszonego Nowej Huty, mającego przybliżać wartości kulturowe i historyczne Nowej Huty w ich naturalnym kontekście, we współpracy z instytucjami oraz osobami tworzącymi lokalną społeczność. W ramach Muzeum Rozproszonego nadal organizowana jest doroczna impreza „Zajrzyj do Huty”, podczas której partnerzy MRNH przygotowują wydarzenia i wycieczki promujące dziedzictwo Nowej Huty.
Od 1 marca 2019 r. muzeum połączyło się z Muzeum PRL-u (w organizacji) tworząc Muzeum Nowej Huty i przeniosło się do byłego Kina Światowid w Krakowie (os. Centrum E 1).

## Kalendarium wystaw

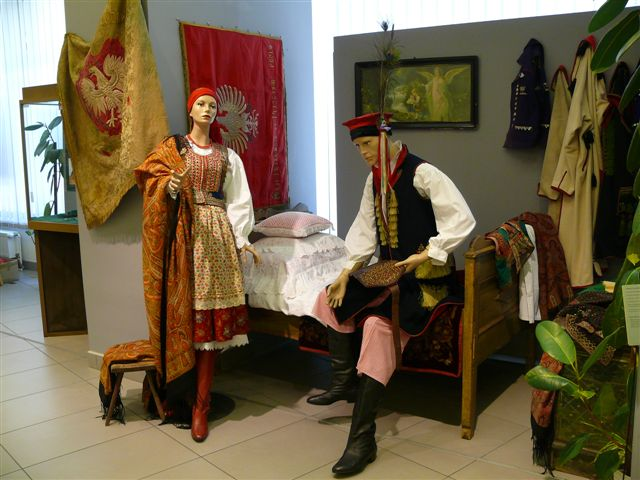
Wystawa „Zapomniane dziedzictwo Nowej Huty - Pleszów”

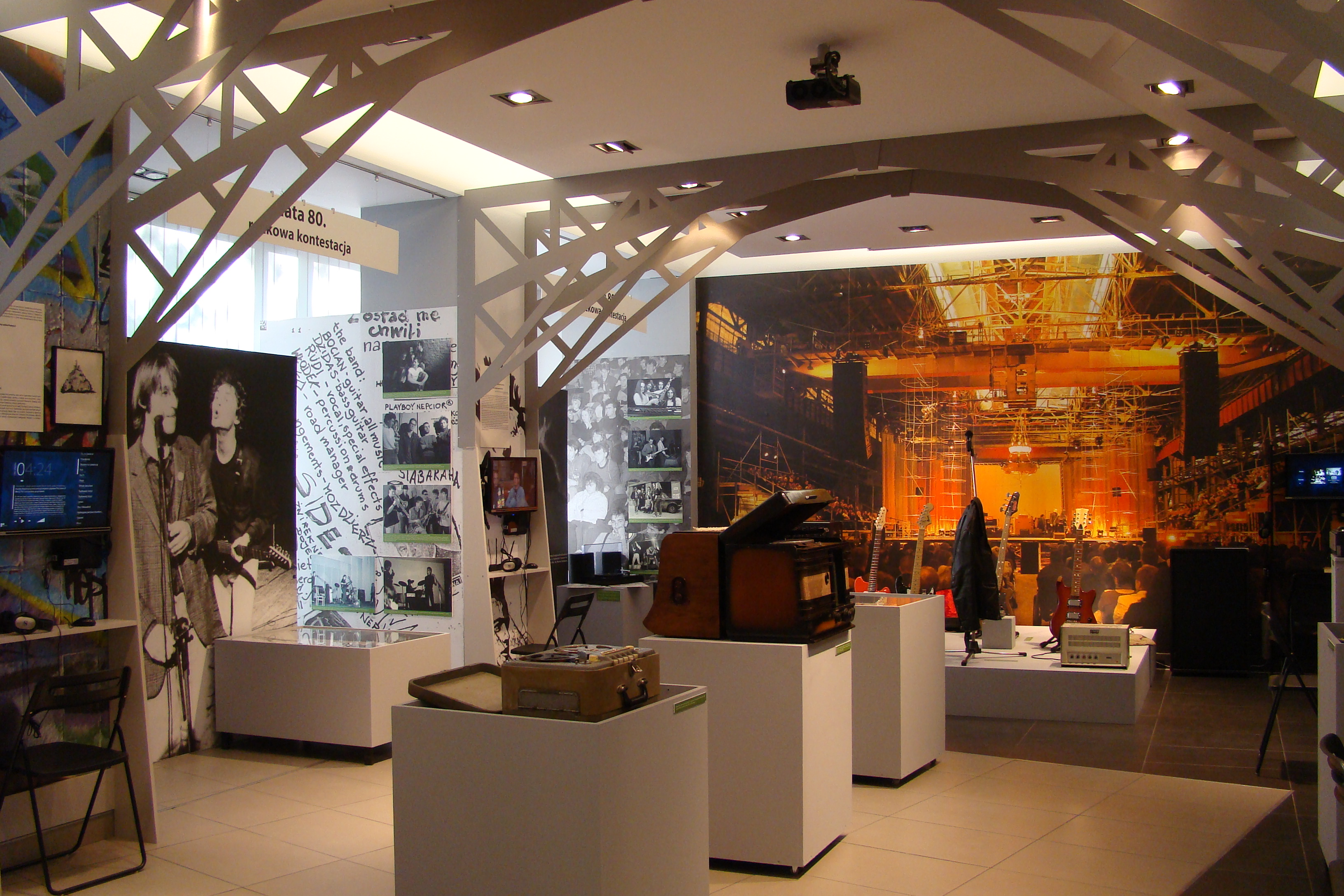
Wystawa „Zagrajmy to jeszcze raz... Muzyka Nowej Huty 1950-2000”

- W pełnym kadrze. Nowa Huta w fotografii Henryka Hermanowicza
(26 kwietnia – 14 sierpnia 2005 r.)
- U progu wolności. Nowa Huta w latach 1980–1989
(9 września 2005 r. – 19 stycznia 2006 r.)
- Nowa Huta – architektura i twórcy miasta idealnego. Niezrealizowane projekty
(1 lutego – 5 maja 2006 r.)
- Zapomniane dziedzictwo Nowej Huty – Kościelniki
(11 lipca 2006 r. – 20 stycznia 2007 r.)
- Nowohucki design. Historia wnętrz i ich twórcy w latach 1949–1959
(1 lutego – 15 września 2007 r.)
- Zapomniane dziedzictwo Nowej Huty – Pleszów
(25 września 2007 r. – 26 stycznia 2008 r.)
- Kryptonim Gigant. Dzieje nowohuckiego kombinatu w latach 1949–1958
(8 lutego – 7 września 2008 r.)
- Zapomniane dziedzictwo Nowej Huty – Łuczanowice
(23 września 2008 r. – 8 lutego 2009 r.)
- Moja Nowa Huta. 1949–2009. Wystawa jubileuszowa
(24 lutego – 6 września 2009 r.)
- Moja Nowa Huta. 1949–2009. Wystawa jubileuszowa – plenerowa w Parku Ratuszowym
(4 czerwca – 31 sierpnia 2009 r.)
- Zapomniane dziedzictwo Nowej Huty – Ruszcza i Branice
(23 września 2009 – 28 lutego 2010 r.)
- Budujemy KOŚCIÓŁ. Współczesna architektura sakralna w Nowej Hucie
(17 marca – 5 września 2010 r.)
- Zapomniane dziedzictwo Nowej Huty – Wadów
(22 września – 23 grudnia 2010 r.)
- Nowa Huta 1949+ (tzw. czasowa wystawa stała)
(12 stycznia – 1 maja 2011 r.)
- Zagrajmy to jeszcze raz... Muzyka Nowej Huty 1950-2000
(12 maja – 2 października 2011 r.)
- Zapomniane dziedzictwo Nowej Huty – Krzesławice
(19 października 2011 r. – 14 stycznia 2012 r.)
- Nowa Huta 1949+ (tzw. czasowa wystawa stała - druga odsłona)
(25 stycznia – 4 kwietnia 2012 r.)
- Nowa przestrzeń. Modernizm w Nowej Hucie
(19 kwietnia 2012 r. - 1 lipca 2012)
- Nowa Huta 1949+ (tzw. czasowa wystawa stała - trzecia odsłona)
(11 lipca – 26 sierpnia 2012 r.)
- Zapomniane dziedzictwo Nowej Huty – Mogiła
(18 września 2012 r. – 17 lutego 2013)
- Nowa Huta 1949+ (tzw. czasowa wystawa stała - czwarta odsłona)
(27 lutego 2013 r. – 6 października 2013 r.)
- Teatr w Nowej Hucie 
(23 października 2013 r. – 6 kwietnia 2014 r.)
- Nowa Huta dla Wolnej i Niepodległej 
(30 kwietnia 2014 r. – 5 października 2014)
- Zapomniane dziedzictwo Nowej Huty – Bieńczyce
(22 października 2014 r. – 6 kwietnia 2015 r.)
- Forty austriackie w Nowej Hucie
(22 kwietnia 2015 r. – 8 lipca 2015 r.)
- Zapomniane dziedzictwo Nowej Huty – Grębałów (2015)
- Nowa Huta 1949+ (tzw. czasowa wystawa stała - piąta odsłona; 2015/2016)
- Stale o Nowej Hucie (2016 r.)
- Sport w Nowej Hucie (2016/2017)
- Zapomniane dziedzictwo Nowej Huty – Czyżyny (2017 r.)
- Stale o Nowej Hucie (2017 r.)
- Bufet pod Kombinatem
(26 października 2017 r. – 8 kwietnia 2018 r.)
- Stale o Nowej Hucie (2018 r.)
- Osiedleni. Teatralne
(11 października 2018 r. – 24 marca 2019 r.)